# 2. Basketball-Bundesliga 1994/95
Die Saison 1994/1995 war die zwanzigste Saison der 2. Basketball-Bundesliga.

## Modus
In der Liga wurde mit zwei Staffeln mit je zwölf Mannschaften gespielt. Nach einer Einfachrunde spielten die ersten vier Mannschaften eine Aufstiegsrunde, deren Meister in die Basketball-Bundesliga aufstiegen. Die beiden Zweiten der Aufstiegsrunden spielten danach noch in einer Relegationsrunde mit den vier schlechtestplatzierten Mannschaften der Basketball-Bundesliga um den Aufstieg und die Relegation. Die anderen Mannschaften spielten in einer Abstiegsrunde die Absteiger aus. Pro Staffel stiegen regulär zwei Mannschaften in die zugeordneten Regionalligen ab. Die Ergebnisse der Hauptrunde wurden in die Auf- und Abstiegsrunden mitgenommen.

## Teilnehmende Mannschaften

### Gruppe Nord
- SG FT/MTV Braunschweig

Absteiger aus der Basketball-Bundesliga
Spielgemeinschaft aus FT und MTV Braunschweig
- Hannover Flyers

Absteiger aus der Basketball-Bundesliga
Nach dem Abstieg wurde die 1. Herrenmannschaft des TK Hannover in den eigenständigen Verein Hannover Flyers ausgelagert.
- Post-SV Telekom Bonn
- TuS Herten
- MTV Wolfenbüttel
- Oldenburger TB
- BG 74 Göttingen
- Osnabrücker BV

Die Spielgemeinschaft aus Osnabrücker BV und Post-SV Telekom Osnabrück wurde nach einer Saison wieder aufgelöst.
- TuS Lichterfelde
- Rhöndorfer TV

Aufsteiger aus den Regionalligen Nord und West
- SC Rist Wedel
- SVD 49 Dortmund

### Gruppe Süd
- SV 03 Tübingen
- TV Langen
- BG Tröster Breitengüßbach/Baunach

Nach dem Abstieg des TSV Breitengüßbach wurde eine Spielgemeinschaft mit dem 1. FC Baunach gegründet.
- DJK S.Oliver Würzburg

Zusatz Sponsorenname
- TSV Speyer
- TV Lich
- TG Landshut
- Eintracht Frankfurt
- TGS Ober-Ramstadt
- USC Freiburg

Aufsteiger aus den Regionalligen Südost und Südwest
- USC Heidelberg
- BG Weiden

Spielgemeinschaft aus TB Weiden und SpVgg Weiden

## Saisonverlauf

### Abschlusstabellen Hauptrunde
Nord
Die Mannschaft des SVD 49 Dortmund wird nach der Hauptrunde zurückgezogen. Daher wurden später die erzielten Ergebnisse zurückgenommen und nicht gewertet.
| Platz | Team                       | Gesamt    | Gesamt |
| ----- | -------------------------- | --------- | ------ |
| 1.    | Rhöndorfer TV              | 1858:1722 | 34:10  |
| 2.    | TuS Herten                 | 2005:1981 | 30:14  |
| 3.    | TuS Lichterfelde           | 1875:1695 | 30:14  |
| 4.    | BG 74 Göttingen            | 1985:1860 | 28:16  |
| 5.    | SG FT/MTV Braunschweig (A) | 1854:1761 | 28:16  |
| 6.    | Hannover Flyers (A)        | 1908:1957 | 28:16  |
| 7.    | Post-SV Telekom Bonn       | 2051:1989 | 24:20  |
| 8.    | MTV Wolfenbüttel           | 1819:1792 | 20:24  |
| 9.    | SC Rist Wedel (N)          | 1850:1855 | 18:26  |
| 10.   | Osnabrücker BV             | 1708:1822 | 16:28  |
| 11.   | Oldenburger TB             | 1817:1878 | 12:32  |
| 12.   | SVD 49 Dortmund (N)        | 1701:2119 | 2:42   |

Süd
| Platz | Team                         | Gesamt    | Gesamt |
| ----- | ---------------------------- | --------- | ------ |
| 1.    | TG Landshut                  | 1875:1698 | 40:4   |
| 2.    | TV Lich                      | 1926:1661 | 36:8   |
| 3.    | TV Langen                    | 1891:1760 | 32:12  |
| 4.    | BG Tröster B’güßbach/Baunach | 1838:1622 | 32:12  |
| 5.    | TSV Speyer                   | 1743:1757 | 24:20  |
| 6.    | DJK S.Oliver Würzburg        | 1786:1709 | 22:22  |
| 7.    | SV 03 Tübingen               | 1740:1739 | 20:24  |
| 8.    | Eintracht Frankfurt          | 1671:1749 | 16:28  |
| 9.    | USC Freiburg                 | 1629:1732 | 16:28  |
| 10.   | TSG Ober-Ramstadt            | 1763:1914 | 14:30  |
| 11.   | USC Heidelberg (N)           | 1749:1842 | 8:36   |
| 12.   | BG Weiden (N)                | 1625:2053 | 4:40   |

### Aufstiegsrunden
Nord
| Platz | Team             | Gesamt*   | Gesamt* |
| ----- | ---------------- | --------- | ------- |
| 1.    | Rhöndorfer TV    | 2161:2042 | 38:14   |
| 2.    | TuS Lichterfelde | 2170:1991 | 34:18   |
| 3.    | TuS Herten       | 2287:2307 | 30:22   |
| 4.    | BG 74 Göttingen  | 2278:2224 | 28:24   |

Süd
| Platz | Team                         | Gesamt*   | Gesamt* |
| ----- | ---------------------------- | --------- | ------- |
| 1.    | TG Landshut                  | 2412:2222 | 48:8    |
| 2.    | TV Lich                      | 2412:2126 | 42:14   |
| 3.    | TV Langen                    | 2416:2266 | 40:16   |
| 4.    | BG Tröster B’güßbach/Baunach | 2292:2129 | 34:22   |

 * Die Gesamttabelle bezieht sich auf die Ergebnisse der Haupt- und Aufstiegsrunde.

### Relegationsrunde BBL
Teilnehmer aus der BBL: TuS Bramsche, BG Ludwigsburg, TVG Trier, Forbo Paderborn
| Platz | Team             | Gesamt  | Gesamt |
| ----- | ---------------- | ------- | ------ |
| 1.    | TuS Bramsche     | 862:807 | 16:4   |
| 2.    | BG Ludwigsburg   | 809:724 | 14:6   |
| 3.    | TuS Lichterfelde | 758:741 | 12:8   |
| 4.    | TVG Trier        | 824:798 | 12:8   |
| 5.    | Forbo Paderborn  | 721:779 | 4:16   |
| 4.    | TV Lich          | 761:886 | 2:18   |

### Abstiegsrunden
Nord
Die Mannschaft des SVD 49 Dortmund wurde nach der Hauptrunde zurückgezogen und galt als erster Absteiger. Außerdem wurde die Basketball-Bundesliga auf 14 Mannschaften erweitert, so dass es nur einen Absteiger in die Nordstaffel gab. Daher gab es neben Dortmund nur einen regulären Absteiger.
| Platz | Team                       | Gesamt*   | Gesamt* |
| ----- | -------------------------- | --------- | ------- |
| 1.    | SG FT/MTV Braunschweig (A) | 2592:2579 | 34:30   |
| 2.    | Post-SV Telekom Bonn       | 2944:2934 | 30:34   |
| 3.    | Oldenburger TB             | 2705:2706 | 30:34   |
| 4.    | MTV Wolfenbüttel           | 2728:2745 | 28:36   |
| 5.    | Hannover Flyers (A)        | 2696:2826 | 26:38   |
| 6.    | SC Rist Wedel (N)          | 2683:2742 | 26:38   |
| 7.    | Osnabrücker BV             | 2683:2742 | 26:38   |

Süd
Da aus der BBL zwei Mannschaften in die Nordstaffel abstiegen und die Basketball-Bundesliga auf 14 Mannschaften erweitert wurde, musste nur eine Mannschaft absteigen.
| Platz | Team                  | Gesamt*   | Gesamt* |
| ----- | --------------------- | --------- | ------- |
| 1.    | DJK S.Oliver Würzburg | 2980:2838 | 44:28   |
| 2.    | TSV Speyer            | 2953:2868 | 42:30   |
| 3.    | SV 03 Tübingen        | 3108:2930 | 38:34   |
| 4.    | Eintracht Frankfurt   | 2787:2835 | 30:42   |
| 5.    | USC Heidelberg (N)    | 2990:2913 | 30:42   |
| 6.    | USC Freiburg          | 2762:2913 | 26:46   |
| 7.    | TSG Ober-Ramstadt     | 2892:3172 | 20:52   |
| 8.    | BG Weiden (N)         | 2658:3358 | 6:66    |

 * Die Gesamttabelle bezieht sich auf die Ergebnisse der Haupt- und Abstiegsrunde.